# Fautor
Fautor is een geslacht van weekdieren uit de klasse van de Gastropoda (slakken).

## Soorten
- Fautor boucheti (Marshall, 1995)
- Fautor chesterfieldensis (Marshall, 1995)
- Fautor comptus (A. Adams, 1855)
- Fautor consobrinus Powell, 1958
- Fautor houbricki (Marshall, 1995)
- Fautor lepton (Vilvens, 2012)
- Fautor marwicki (Finlay, 1923) †
- Fautor metivieri (Marshall, 1995)
- Fautor necopinatus (Marshall, 1995)
- Fautor paradigmatus (Marshall, 1995)
- Fautor periglyptus (Marshall, 1995)
- Fautor richeri (Marshall, 1995)
- Fautor temporemutatus (Finlay, 1924) †
- Fautor vaubani (Marshall, 1995)

### Synoniemen
- Fautor cheni Dong, 2002 => Calliostoma cheni (Dong, 2002)
- Fautor kurodai Azuma, 1975 => Calliostoma kurodai (Azuma, 1975)
- Fautor opalinus Kuroda & Habe, 1971 => Calliostoma opalinum (Kuroda & Habe, 1971)
- Fautor poupineli (Montrouzier, 1875) => Dactylastele poupineli (Montrouzier, 1875)
- Fautor sagamiensis Ishida & Uchida, 1977 => Calliostoma sagamiense (Ishida & Uchida, 1977)